# 에디 베셀
에디 베셀(Edy Vessel, 1940년 3월 8일 ~ )은 이탈리아의 배우, 사업가이다.

## 출연 작품
- 바그다드의 도둑 (1961)
- 로프 포 조이 (1960)